# Trochocercus
Trochocercus es un género de aves paseriformes perteneciente a la familia Monarchidae.

## Especies
Se reconocen las siguientes especies:
- Trochocercus nitens
- Trochocercus cyanomelas